# Oligonychus occidentalis
Oligonychus occidentalis är en spindeldjursart som beskrevs av Gutierrez 1969. Oligonychus occidentalis ingår i släktet Oligonychus och familjen Tetranychidae. Inga underarter finns listade i Catalogue of Life.